# Acilius Severus
Pour les articles homonymes, voir Severus.
Acilius Severus (fl. 323) est un homme politique de l'Empire romain.

## Biographie
Il était un déscendant de Manius Acilius Glabrio Gnaeus Cornelius Severus et de sa femme Annia Vibia Faustina.
Il est consul en 323 avec pour collègue Vettius Rufinus.